# Cassia fikifiki
Cassia fikifiki är en ärtväxtart som beskrevs av André Aubréville och François Pellegrin. Cassia fikifiki ingår i släktet Cassia och familjen ärtväxter. Inga underarter finns listade i Catalogue of Life.